# Verkehrsgemeinschaft Niederrhein
Die Verkehrsgemeinschaft Niederrhein GmbH (VGN) war ein Zusammenschluss aller am öffentlichen Personennahverkehr (ÖPNV) in den Kreisen Kleve und Wesel beteiligten Verkehrsunternehmen, der am 1. Januar 1979 in Kraft trat. Aufgabe der VGN war es, für einen einheitlichen Tarif und abgestimmte Fahrpläne zu sorgen.
Die VGN ging zurück auf einen Vertrag vom 28. November 1978 zwischen der Niederrheinische Verkehrsbetriebe AG (NIAG) in Moers, der Kreis Reeser Verkehrsgesellschaft mbH (KRV) in Wesel, der Duisburger Verkehrsgesellschaft mbH (DVG), der KREVAG (jetzt: SWK Mobil) und der Omnibusverkehrsgemeinschaft Bahn/Post (später: RVN Regionalverkehr Niederrhein).
Die Geschäftsführung der VGN wurde von der NIAG wahrgenommen. Weitere Partner waren nach dem Zusammenschluss der Kreis Reeser Verkehrsgesellschaft mit der NIAG die DB Regio NRW sowie einige private und kommunale Unternehmen.
Aufgabenträger waren für den Straßenpersonennahverkehr (ÖSPV) die beiden Kreise. Für den Schienenpersonennahverkehr (SPNV) im Kooperationsraum 9 (Niederrhein) war es der Nahverkehrs-Zweckverband Niederrhein (NVN), danach der dann übergeordnete Verkehrsverbund Rhein-Ruhr (VRR).
Auf Beschluss der Verbandsversammlung des Nahverkehrs-Zweckverbands Niederrhein (NVN) vom 15. Dezember 1998 wurde am 18. Februar 1999 ein Kooperationsvertrag zwecks Einführung des Bus-/Schiene-Gemeinschaftstarifs zum 1. Juni 1999 abgeschlossen. Von da an galten einheitliche Tarife und Beförderungsbedingungen im gesamten Gebiet der VGN nicht mehr nur für den Straßenpersonennahverkehr, sondern auch im Schienenpersonennahverkehr. Gleichzeitig wurde der VGN die Anwendung, Fortentwicklung und technische Ausführung des Gemeinschaftstarifs übertragen.
Das Verkehrsgebiet der Verkehrsgemeinschaft Niederrhein grenzte im Nordosten an die Verkehrsgemeinschaft Münsterland (VGM) und den Zweckverband SPNV Münsterland (ZVM) sowie im Osten und Süden an den Verkehrsverbund Rhein-Ruhr (VRR) und den Zweckverband VRR. Im Westen und Norden wurde das Gebiet der VGN von den Niederlanden begrenzt.
Zum 1. Januar 2012 ging die VGN im VRR auf. Gleichzeitig ersetzte die neue VRR-Preisstufe E den bisherigen NRW-Tarif für Fahrten in den bisherigen Verbundraum des VRR (jetzt VRR Region Süd). 2016 wurde die Preisstufe E wieder abgeschafft, nun gilt die Preisstufe D im gesamten Verbundgebiet (inklusive ehemalige VGN).

## Städte und Gemeinden im Verkehrsgebiet
| 1. Alpen 2. Bedburg-Hau 3. Dinslaken 4. Emmerich 5. Geldern 6. Goch 7. Hamminkeln 8. Hünxe | 1. Issum 2. Kalkar 3. Kamp-Lintfort 4. Kerken 5. Kevelaer 6. Kleve 7. Kranenburg 8. Moers | 1. Neukirchen-Vluyn 2. Rees 3. Rheinberg 4. Rheurdt 5. Schermbeck 6. Sonsbeck 7. Straelen 8. Uedem | 1. Voerde 2. Wachtendonk 3. Weeze 4. Wesel 5. Xanten |

## Verkehrsunternehmen
- DB Regio NRW GmbH
- Niederrheinische Verkehrsbetriebe AG (NIAG)
  - Look Busreisen
- DB Bahn Rheinlandbus – rvn Regionalverkehr Niederrhein GmbH
- Duisburger Verkehrsgesellschaft (DVG)
- SWK MOBIL GmbH
- Stadtwerke Goch GmbH
- Stadtwerke Kevelaer
- Städtische Dienste Geldern
- Betriebshof Gemeinde Wachtendonk
- Versorgungs- und Verkehrsbetrieb der Stadt Straelen